# 贪污

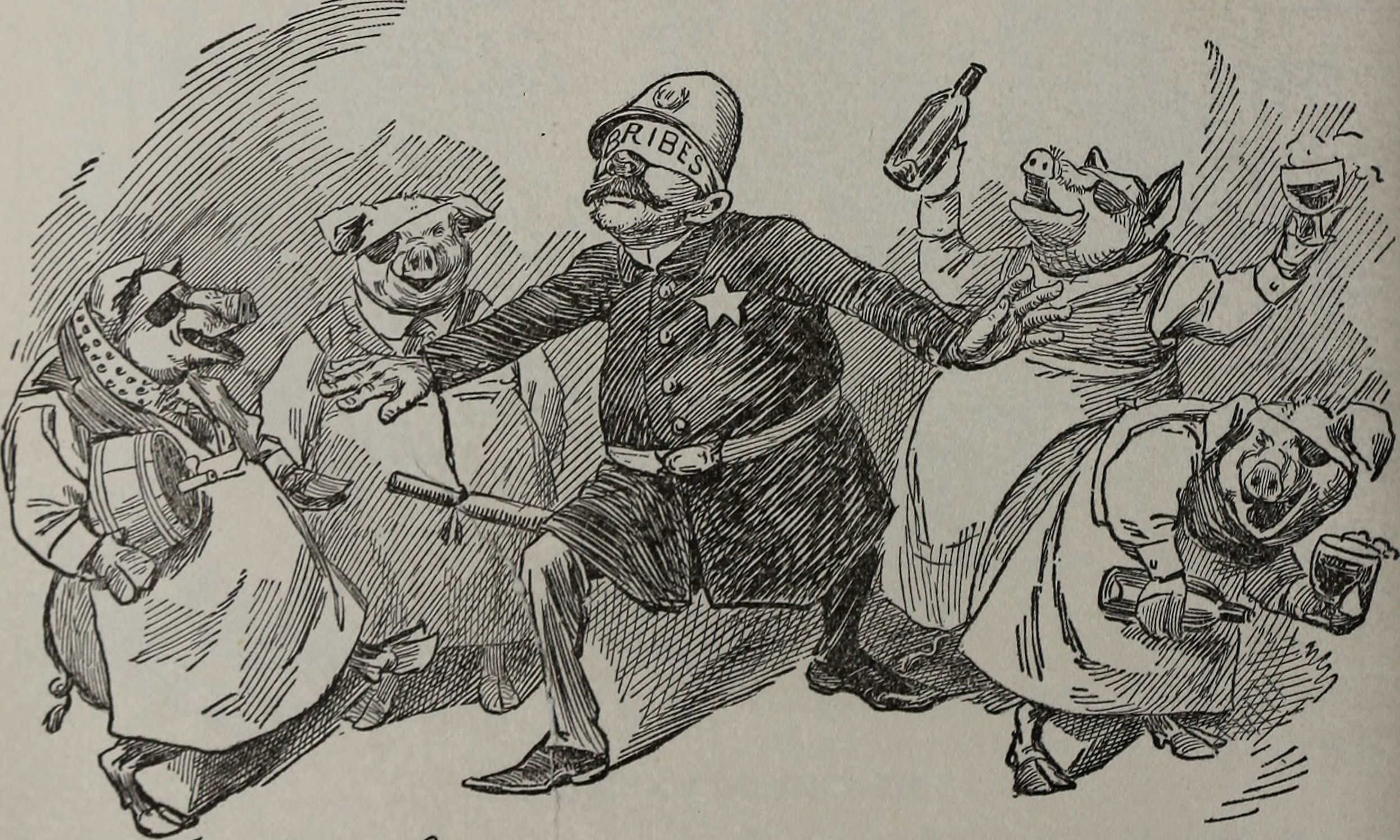
1902年的漫画描绘了一名警务人员，他的眼睛被布满「贿赂」（bribes）的布遮盖,

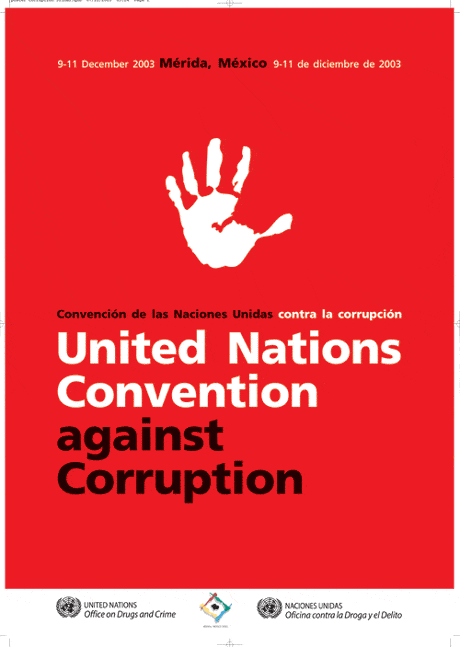
联合国反腐败公约

貪污（英語：corruption）或在更广义上称为腐败，是指身在特定職位的人員为了谋取不正当利益，利用职务上的便利，实行不诚实的、甚至是非法的犯罪行為。腐败的形式多种多样，既可能是直接触犯刑法的行为，如贪污罪、受贿罪等；也可能是表面上没有违法，但实际上损害了公共利益的行为。当公務員以官方身份行事，却试图谋取私利时，就会发生政治腐败，此乃各國政府皆必須正視的問題。目前，世界上用以防範貪污的國際法有《聯合國反腐敗公約》，由聯合國大會於2003年10月31日正式核准，並於2005年12月14日生效，至今共有83個締約國。

## 历史
貪污是一種世界性的現象，例如古羅馬時期的馬利斯·布利斯庫即因貪污多次被捕，但每次被宣布無罪。一向公認“最清廉政府”的新加坡在2010年爆發公務員貪污案。2008年土管局科技及資訊科技基礎建設部門副司長辜聲偉以不實合約，詐騙新加坡政府1180萬新元。不過，2010年新加坡仍以9.3分的高分與丹麦、新西兰并列第一，被评为年度“世界最清廉国家”。
有人歸咎於傳統儒家思想教育可能隱含著鼓勵職務上不當收取行為的發生，如“禮尚往來。往而不來，非禮也；來而不往，亦非禮也。”、「投我以桃，報之以李。」。明清兩朝官僚体制的复杂结构，使得貪污的程度更是無以復加。明朝宗室伊王朱典“欲拓其洛阳府第”，估款十万两银，为争取阁议通过，先向權臣严嵩献贿二万。严嵩倒台，嚴世蕃入獄，据《严世藩狱词》披露：“凡勘报功罪以及修筑城墉，必先科克银两，多则巨万，少亦不下数千。”清朝初年，清聖祖對貪官污吏恨之入骨，曾說“朕恨貪污之吏，更過於噶爾丹”。聖祖甚至强调，“别项人犯，尚可宽恕，贪官之罪，断不可宽。”但清聖祖在位期間，堅持仁愛寬和的治國之道，因此他也表示要杜絕貪污根本不可能。雍正年間，夔州知府程如丝被蔡珽譽為“四川第一清官”之美名。雍正四年十一月，川陕总督岳钟琪卻奏稱程如丝因贩卖私盐，毙伤多人。清世宗卻说：“多年来，曾在朕前密参的谤书有一箧之多，可朕从无理它”。雍正五年（1727年）十月，程如絲才被處死。
近现代中國的腐败问题颇为严重。常见的腐败情形包括：买官卖官、行贿受贿、官商勾结（官倒）、犯重婚罪、包二奶、与多名异性发生或保持不正当性关系等，有的官员还非法私藏枪支。一般来说，公款吃喝、公车私用等仅被认为是程度很轻的腐败行为，这些行为在中央八项规定出台后也有了明显的减少。一些人认为大贪官在中国的落马显示了胡锦涛、温家宝反腐的决心。局级、厅级的大贪官一般先由中纪委处理再移送司法机关，诸如“打黑英雄”贪污腐败、王立军事件、重庆公安局长文强案、纪委书记借双规收取贿赂、反贪局长敛钱等黑吃黑案件时有发生。除了高级官员腐败，亦有“蚂蚁搬家式”腐败，主要发生在职务较低人员身上。

## 文化
- 中國古代多以白鳥比喻贪官，杜甫《寄刘峡州伯华使君》诗：“江湖多白鸟，天地有青蝇。”黄庭坚《卫南》诗：“白鸟自多人自少，污泥终浊水终清。”
- 《漢書》卷065東方朔傳，以水和鱼的关系来比喻（官场）人际交往中需要一定的腐败作为润滑剂：「水至清則無魚，人至察則無徒。」
- 传统民间俗语有“三年清知府，十万雪花银”。
- 传统选格游戏升官图中的“功，德，才，庄”四玩法中，“庄”即“赃”的隐语。
- 当代官场笑话：“人生四大铁：一起同过窗，一起扛过枪，一起嫖过娼，一起分过赃。”

## 事件
- 一个马来西亚发展有限公司丑闻、鲉鱼级潜水艇抽佣案、纳吉·阿都拉萨、罗斯玛·曼梳
- 苏哈托的贪污指控
- 私设秘密基金案、李明博
- 陳水扁家庭密帳案、林益世、賴素如、顏清標；前臺北市市長柯文哲與京華城案（尚未經司法判決確認）、前立法委員高虹安的貪污醜聞
- 和珅、曹錕
- 中华人民共和国腐败案件列表
- 纽约时报报道温家宝家族财富事件
- 賄賂、腐敗、政治腐败、竊盜統治
- 騷亂、暴動、遊行
- 联合国反腐败公约
- 清官
- 私人企業貪污，則稱為違反信託責任（英语：Breach of fiduciary responsibility），或稱背信（英语：Breach of trust）。
- 美国宾夕法尼亚州“儿童换金钱”（Kids for Cash）丑闻

## 外部連結
- （英文）Transparency International - the global coalition against corruption（页面存档备份，存于）
- 中華人民共和國国务院匿名制貪汙舉報網站